# Кубок світу з біатлону 2015—2016, мас-старт, чоловіки
Залік гонок із масовим стартом серед чоловіків у рамках Кубка світу з біатлону 2015-16 складався з 6 гонок. Свій титул володаря малого кришталевого глобусу відстоював росіянин Антон Шипулін.

## Формат
У гонках з масовим стартом беруть участь 30 біатлоністів, стартуючи водночас. Переможцем стає той з них, який першим перетне фінішну лінію. Гонка проводиться на дистанції 15 км, спортсмени долають 5 кіл і чотири рази виконують стрільбу: двічі з положення лежачи й двічі з положення стоячи. Перша стрільба виконується на установці, що відповідає стартовому номеру спортсмена, далі - в порядку прибуття біатлоністів на стрільбу. На кожній стрільбі біатлоніст повинен влучити в 5 мішеней. За кожен невлучний постріл він карається додатковим колом довжиною 150 м.

## Чільна трійка сезону 2014-15
| Медаль  | Біатлоніст    | Очки |
| ------- | ------------- | ---- |
| Золото: | Антон Шипулін | 242  |
| Срібло: | Яков Фак      | 204  |
| Бронза: | Мартен Фуркад | 186  |

## Переможці й призери гонок
| Гонка:                                                            | Золото:                      | Час               | Срібло:                       | Час               | Бронза:                        | Час               |
| Поклюка Протокол [Архівовано 22 грудня 2015 у Wayback Machine.]   | Жан-Гійом Беатрікс Франція   | 35:33.7 (0+0+0+0) | Еміль Хегле Свендсен Норвегія | 35:34.0 (0+0+1+0) | Уле-Ейнар Б'єрндаленн Норвегія | 35:36.2 (1+0+1+0) |
| Рупольдинг Протокол [Архівовано 31 січня 2016 у Wayback Machine.] | Мартен Фуркад Франція        | 34:07.2 (0+1+0+0) | Ондрей Моравець Чехія         | 34:20.9 (0+0+0+0) | Тар'єй Бо Норвегія             | 34:36.9 (2+0+1+0) |
| Рупольдинг Протокол [Архівовано 18 січня 2016 у Wayback Machine.] | Ерік Лессер Німеччина        | 40:29.3 (0+0+0+0) | Мартен Фуркад Франція         | 40:39.1 (0+0+0+1) | Євген Гаранічев Росія          | 40:42.4 (0+0+0+1) |
| Кенмор Протокол [Архівовано 29 травня 2016 у Wayback Machine.]    | Домінік Віндіш Італія        | 40:37.1 (1+0+2+1) | Бенедикт Долль Німеччина      | 40:41.2 (2+1+0+1) | Кентен Фійон Майє Франція      | 40:45.7 (1+0+1+1) |
| Осло Протокол [Архівовано 14 березня 2016 у Wayback Machine.]     | Йоганнес Тінгнес Бо Норвегія | 37:05.1 (0+0+1+0) | Мартен Фуркад Франція         | 37:07.9 (1+0+0+0) | Уле-Ейнар Б'єрндален Норвегія  | 37:11.8 (0+0+0+0) |

## Поточна таблиця
| #  | Біатлоніст                 | ПОК | РУП1 | РУП2 | КЕН | ЧС | Х-М* | Разом |
| -- | -------------------------- | --- | ---- | ---- | --- | -- | ---- | ----- |
|    | Мартен Фуркад (FRA)        | 36  | 60   | 54   | 38  | 54 |      | 242   |
| 2  | Кентен Фійон Майє (FRA)    | 31  | 34   | 28   | 48  | 21 |      | 162   |
| 3  | Антон Шипулін (RUS)        | 30  | 26   | 43   | 24  | 32 |      | 155   |
| 4  | Йоганнес Тінгнес Бо (NOR)  | 34  | 31   | 29   | —   | 60 |      | 154   |
| 5  | Євген Гаранічев (RUS)      | 27  | 36   | 48   | 26  | 16 |      | 153   |
| 6  | Арнд Пайффер (GER)         | 28  | 40   | 4    | 34  | 40 |      | 146   |
| 7  | Бенедикт Долль (GER)       | 12  | 30   | 22   | 54  | 23 |      | 141   |
| 8  | Тар'єй Бо (NOR)            | 23  | 48   | 30   | —   | 38 |      | 139   |
| 9  | Домінік Віндіш (ITA)       | 32  | —    | —    | 60  | 43 |      | 135   |
| 10 | Сімон Детьє (FRA)          | 38  | 21   | 34   | 22  | 14 |      | 129   |
| 11 | Уле-Ейнар Б'єрндален (NOR) | 48  | 29   | 2    | —   | 48 |      | 127   |
| 12 | Ондрей Моравець (CZE)      | 4   | 54   | 36   | 32  | —  |      | 126   |
| 13 | Домінік Ландертінгер (AUT) | 24  | 16   | 16   | 43  | 26 |      | 125   |
| 14 | Сімон Шемпп (GER)          | 43  | —    | 38   | 20  | 22 |      | 123   |
| 15 | Еміль Хегле Свендсен (NOR) | 54  | 28   | 31   | —   | 6  |      | 119   |
| 16 | Ерік Лессер (GER)          | 25  | —    | 60   | 6   | 27 |      | 118   |
| 17 | Ловелл Бейлі (USA)         | 16  | 25   | 20   | 21  | 31 |      | 113   |
| 18 | Сімон Едер (AUT)           | —   | 20   | 32   | 27  | 30 |      | 109   |
| 19 | Сімон Фуркад (FRA)         | 20  | 38   | 25   | 23  | —  |      | 106   |
| 20 | Жан-Гійом Беатрікс (FRA)   | 60  | 10   | —    | 30  | —  |      | 100   |
| 21 | Натан Сміт (CAN)           | 29  | 12   | 26   | 25  | —  |      | 92    |
| 22 | Андреас Бірнбахер (GER)    | 40  | 27   | 18   | —   | —  |      | 85    |
| 23 | Тім Берк (USA)             | 18  | —    | —    | 36  | 29 |      | 83    |
| 24 | Андрейс Расторгуєвс (LAT)  | —   | 32   | —    | 40  | 10 |      | 82    |
| 25 | Міхал Крчмар (CZE)         | —   | 8    | 40   | 12  | 18 |      | 78    |
| 26 | Дмитро Підручний (UKR)     | 14  | 43   | 10   | —   | —  |      | 67    |
| 27 | Дмитро Малишко (RUS)       | 21  | 23   | 12   | 8   | —  |      | 64    |
| 28 | Сергій Семенов (UKR)       | —   | —    | —    | 29  | 34 |      | 63    |
| 29 | Максим Цвєтков (RUS)       | 10  | 22   | 27   | 4   | —  |      | 63    |
| 30 | Свен Ґроссеґґер (AUT)      | —   | 14   | 23   | 16  | —  |      | 53    |
| 31 | Фредрик Ліндстрем (SWE)    | 22  | 6    | 24   | —   | —  |      | 52    |
| 32 | Міхал Шлесінгр (CZE)       | —   | 24   | —    | 2   | 24 |      | 50    |
| 33 | Олексій Слєпов (RUS)       | 26  | 2    | —    | 18  | —  |      | 46    |
| 34 | Яков Фак (SLO)             | —   | —    | —    | —   | 36 |      | 36    |
| 35 | Юліан Ебергард (AUT)       | 8   | 18   | —    | 10  | —  |      | 36    |
| 36 | Матей Казар (SVK)          | —   | —    | —    | 32  | —  |      | 32    |
| 37 | Володимир Чепелін (BLR)    | —   | —    | —    | —   | 28 |      | 28    |
| 37 | Артем Прима (UKR)          | —   | —    | —    | 28  | —  |      | 28    |
| 39 | Антон Бабіков (RUS)        | —   | —    | —    | —   | 25 |      | 25    |
| 40 | Красімір Анев (BUL)        | —   | 4    | 8    | —   | 12 |      | 24    |
| 41 | Торстейн Стенерсен (SWE)   | —   | —    | 21   | —   | —  |      | 21    |
| 42 | Владімір Ілієв (BUL)       | —   | —    | —    | —   | 20 |      | 20    |
| 43 | Александер Ус (NOR)        | —   | —    | —    | 14  | —  |      | 14    |
| 43 | Лукас Гофер (ITA)          | —   | —    | 14   | —   | —  |      | 14    |
| 45 | Серафін Вістнер (SUI)      | —   | —    | —    | —   | 8  |      | 8     |
| 46 | Ерленд Б'єнтегор (NOR)     | —   | —    | 6    | —   | —  |      | 6     |
| 46 | Олексій Волков (RUS)       | 6   | —    | —    | —   | —  |      | 6     |
| 48 | Ян Савицький (KAZ)         | —   | —    | —    | —   | 4  |      | 4     |
| 49 | Клемен Бауер (SLO)         | 2   | —    | —    | —   | —  |      | 2     |

20 березня в Ханти-Мансійську піднявся ураганний вітер. Була повалена освітлювальна щогла поблизу біатлонного стадіону. З міркувань безпеки журі скасувало проведення чоловічого та жіночого мас-стартів

## Виноски
1. ↑  Standings Mass start  men. Архів оригіналу за 1 березня 2011. Процитовано 4 березня 2016.
2. ↑  International Biathlon Union - Both Mass Start Competitions Cancelled. www4.biathlonworld.com. Архів оригіналу за 2 квітня 2016. Процитовано 20 березня 2016.
3. ↑  Масс-старты в Ханты-Мансийске отменены!. www.biathlon.com.ua. Архів оригіналу за 23 березня 2016. Процитовано 20 березня 2016.